# Bitwa morska pod Maracaibo
Bitwa morska pod Maracaibo – starcie zbrojne, które miało miejsce w dniu 24 marca 1823 r. w trakcie wojny o niepodległość Wenezueli.
W roku 1823 Hiszpanie podjęli próbę odbicia z rąk republikanów Nowej Granady. Oddział 2 000 Hiszpanów zajął miasto Maracaibo, skąd przeprowadzał akcje w prowincji Trujillo i Mérida. 24 marca 1823 r. flota republikańska pod wodzą kontradmirała José Prudencio Padilli, w sile 10 korwet i kilku mniejszych jednostek zaatakowała flotyllę hiszpańską w porcie Maracaibo (kilka kanonierek i 15 barek transportowych pod wodzą kontradmirała Ángela Laborde. Po krótkim ostrzale Hiszpanie złożyli broń. Następnie republikanie przystąpili do oblężenia miasta od strony lądu i morza. Dowodzący obroną miasta generał Morales skapitulował dnia 6 sierpnia, po czym wraz ze swoimi żołnierzami odesłany został na Kubę.